# Ideobisium trifidum
Espèce
Synonymes
- Obisium trifidum Stecker, 1875

Ideobisium trifidum est une espèce de pseudoscorpions de la famille des Syarinidae.

## Distribution
Cette espèce est endémique d'Inde.

## Description
Le mâle holotype mesure 4,5 mm.

## Systématique et taxinomie
Cette espèce a été décrite sous le protonyme Obisium trifidum par Stecker en 1875. Elle est placée dans le genre Ideobisium par Beier en 1932.

## Publication originale
- Stecker, 1875 : Über neue indische Chernetiden. Sitzungsberichte der Akademie der Wissenschaften in Wien, Mathematisch-Naturwissenschaftliche Klasse, vol. 72, p. 512-526 (texte intégral).